# Tarsagonum
Tarsagonum is een geslacht van kevers uit de familie van de loopkevers (Carabidae). De wetenschappelijke naam van het geslacht is voor het eerst geldig gepubliceerd in 1952 door Darlington.

## Soorten
Het geslacht Tarsagonum omvat de volgende soorten:
- Tarsagonum kaszabi Louwerens, 1966
- Tarsagonum latipes Darlington, 1952